# 김창훈 (1985년)
김창훈(金昶勳, 1985년 10월 3일 ~ )은 전 KBO 리그 두산 베어스의 투수이다.

## 야구선수 시절
북일고등학교를 졸업하고 2004년 1차 지명으로 한화 이글스에 입단하여 1군 31경기 3승 2패 2홀드 평균자책 7.17을 기록했으나, 부상으로 2005년 1군 2경기에 나온 이후 2군으로 내려가 이후 공익근무요원으로 복무하게 되었다. 공익근무요원으로 복무하던 도중 2009년 11월 16일 유격수 이대수를 상대로 조규수와 함께 두산 베어스로 트레이드되었고 2010년에 소집 해제되어 두산 베어스에 입단했다. 2011년 당시 김진욱 투수코치의 권유로 사이드암으로 투구 폼을 전환하여 주로 원포인트 릴리프로 등판한다.
하지만 2014 시즌 별다른 활약이 없었고, 결국 웨이버 공시되었다.

## 출신학교
- 대전가장초등학교
- 천안북중학교
- 북일고등학교

## 통산 기록
| 연도 | 팀명  | 평균자책점 | 경기 | 완투 | 완봉 | 승 | 패 | 세 | 홀 | 승률  | 타자 | 이닝   | 피안타 | 피홈런 | 볼넷 | 사구 | 탈삼진 | 실점 | 자책점 |
| ---- | ----- | ---------- | ---- | ---- | ---- | -- | -- | -- | -- | ----- | ---- | ------ | ------ | ------ | ---- | ---- | ------ | ---- | ------ |
| 2004 | 한화  | 7.17       | 31   | 0    | 0    | 3  | 2  | 0  | 2  | 0.600 | 197  | 42 2/3 | 52     | 9      | 20   | 5    | 22     | 36   | 34     |
| 2005 | 한화  | 13.50      | 2    | 0    | 0    | 0  | 0  | 0  | 0  | 0.000 | 16   | 2 2/3  | 6      | 2      | 0    | 1    | 3      | 6    | 4      |
| 2010 | 두산  | 3.52       | 9    | 0    | 0    | 0  | 0  | 0  | 0  | 0.000 | 31   | 7 2/3  | 4      | 2      | 3    | 0    | 8      | 3    | 3      |
| 2011 | 두산  | 6.39       | 27   | 0    | 0    | 0  | 2  | 0  | 2  | 0.000 | 59   | 12 2/3 | 11     | 2      | 10   | 2    | 11     | 9    | 9      |
| 2012 | 두산  | 2.08       | 28   | 0    | 0    | 1  | 1  | 0  | 2  | 0.500 | 86   | 21 2/3 | 9      | 0      | 12   | 2    | 15     | 5    | 5      |
| 2013 | 두산  | 3.38       | 3    | 0    | 0    | 0  | 0  | 0  | 0  | 0.000 | 14   | 2 2/3  | 4      | 1      | 3    | 1    | 3      | 1    | 1      |
| 통산 | 6시즌 | 5.60       | 100  | 0    | 0    | 4  | 5  | 0  | 6  | 0.444 | 403  | 90     | 86     | 16     | 48   | 11   | 62     | 60   | 56     |